# 生活情報紙ちゃんと
生活情報紙ちゃんと（通称ちゃんと）は北海道の千歳市、恵庭市で発行しているフリーペーパー。

## 概要
北海道千歳市に本拠を置く、株式会社メディアコムにより2006年8月25日創刊。千歳・恵庭両市を対象エリアに65,500世帯に無料配布している。エリア内の世帯カバー率は約95%（遠隔地を除く住宅街でのカバー率はほぼ100%）。独自の宅配ルートにより高いカバー率を誇っている。
毎週金曜日発行。タブロイド判、16～24ページ、フルカラー。紙面は記者が取材した地域に密着した話題のほか、ショッピングガイド、ホテルガイド、投稿欄、占い、広告等で構成される。また、折り込み広告も入る。
なお、同時に求人情報に特化した求人情報紙「Q人ナビ」（きゅうじんなび）が折り込まれる。タブロイド判、4~6ページ、フルカラー。